# Adolphe Van Glabbeke
Adolphe Gustave Maximilien Ernest Van Glabbeke (Oostende, 8 augustus 1904 - Zanzibar, 5 juli 1959) was een Belgisch liberaal politicus.

## Levensloop
Van Glabbeke studeerde rechten aan de Université Libre de Bruxelles, waar hij tevens licentiaat in het zeerecht en in de financiële wetenschappen werd. Hij studeerde eveneens aan de Princeton-universiteit, waar zijn opleiding voltooide als alumnus van de Universitaire Stichting. Beroepshalve werd hij advocaat. Later werd hij tevens particulier secretaris op het ministerie van Landsverdediging en zendingsgemachtigde gelastigde voor het ministerie van Koloniën. Ook was hij van 1944 tot 1959 voorzitter van de liberale vakbond ACLVB en tijdens de Tweede Wereldoorlog was hij actief in het Verzet.
Hij werd politiek actief voor de Liberale Partij en zetelde voor deze partij van 1936 tot aan zijn dood in 1959 namens het Kiesarrondissement Oostende-Veurne-Diksmuide in de Kamer van volksvertegenwoordigers.
Na de Tweede Wereldoorlog nam Van Glabbeke een radicale houding aan tegenover de collaboratie. Niettemin klaagde hij de mishandelingen aan in interneringsoorden voor gewezen collaborateurs en stelde hij dat vele onschuldigen in mensonwaardige omstandigheden werden vastgehouden. Ook had hij in de Koningskwestie een felle antihouding tegenover koning Leopold III. Naar aanleiding van een hoog oplopend debat over de koningskwestie raakte hij in een gevecht verwikkeld met de Waals-Brabant PSC'er Jules Descampe.
Van februari 1945 tot maart 1946 was Adolphe Van Glabbeke Minister van Binnenlandse Zaken in de Regering-Van Acker I en de Regering-Van Acker II en van maart tot augustus 1946 was hij Minister van Justitie in de Regering-Van Acker III. Door deze functies speelde hij een belangrijke rol in het Repressiebeleid van de overheid. Na de Duitse overgave op 8 mei 1945 liet Van Glabbeke, onder druk van de golf van onlusten, tal van recent vrijgelaten verdachten opnieuw interneren. Als minister van Justitie zette hij in april 1946 de interneringen stop. Zijn beleid aangaande economische collaboratie werd dan weer te slap bestempeld en leidde in juni 1946 tot het aftreden van de Regering-Van Acker III. Ook werd hij er van verdacht als minister van Justitie bescherming te hebben verleend aan de daders van de opblazing van de IJzertoren.
Van 1949 tot 1950 was Van Glabbeke Minister van Openbare Gezondheid in de Regering-G. Eyskens I en van 1954 tot 1955 was hij Minister van Openbare Werken en Wederopbouw in de Regering-Van Acker IV. In 1955 moest hij ontslag nemen als minister wegens begunstiging van zijn schoonfamilie. In 1958 steunde hij samen met partijgenoot Hilaire Lahaye de minderheidsregering G. Eyskens III, hoewel de liberalen tegen deze regering waren.
In 1952 werd hij ook verkozen tot gemeenteraadslid van Oostende en werd van 1952 tot 1953 schepen en van 1953 tot 1959 burgemeester van de stad. Tevens was hij provincieraadslid van West-Vlaanderen. In 1959 overleed hij onverwacht tijdens een missie in Zanzibar en Belgisch Congo.